# Sant Julià de Bestracà
Sant Julià de Bestracà és una església en ruïnes situada al despoblat del mateix nom, al municipi de Camprodon (Ripollès), inclosa en l'Inventari del Patrimoni Arquitectònic de Catalunya. Va ser la capella del Castell de Bestracà.

## Història
El 937 el paratge ja estava poblat i cultivat, com ho demostra la donació que va fer a favor de Santa Maria de Ridaura el comte Sunyer de Barcelona. El 979 apareix citat: (…) in locum qui vocant Bestrecano, et Ventano cum ecclesiis S. andree et S. Juliani (…). En el testament del comte Miró de Besalú, tant el temple de Sant Julià com el de Sant Andreu foren llegats al monestir de Sant Llorenç prop Bagà. En els nomenclàtors del segle xiv era anomenat com a Capella sancti Iuliani de Bestrechano in parrochia sancti Andree de Bestrachano.
L'església va ser construïda molt abans que el castell i va iniciar la seva decadència el 1462, quan el senyor Berenguer de Barutell va ser foragitat pels pagesos de remença i s'instal·là en una casa forta prop del poble d'Oix.

## Descripció
Està situat al cim del puig de Bestracà i conserva sencera la planta, d'una sola nau, construïda aproximadament al segle xi, amb absis rectangular fet de grossos carreus poc treballats que podrien ser anteriors, del segle ix. La volta és esfondrada.